# Tipsport Arena (Pardubice)
Pour les articles homonymes, voir Tipsport arena.
Tipsport arena (anciennement ČEZ Aréna) est une salle multifonction de la ville de Pardubice en République tchèque.

## Histoire
La salle a été construite en 1947 sous le nom de Duhová Aréna. En 2001, la salle est rénovée dans le cadre de la modernisation globale des patinoires de République tchèque faisant passer la capacité de 9 300 places à 10 400.
La salle est sponsorisée par ČEZ, producteur et distributeur d'électricité en République tchèque. En 2005, l'équipe de hockey sur glace, le HC Pardubice devient champion de République tchèque.
L'édition 2008 du championnat du monde junior verra ses matchs du groupe 1 ainsi que les matchs de la phase finale se jouer dans la salle. Dans le même temps, les matchs du groupe B et les matchs des phases éliminatoires se joueront dans la patinoire Tipsport arena de Liberec.

## Événements
- Championnat du monde junior de hockey sur glace 2002
- Championnat du monde junior de hockey sur glace 2008
- NBL-All-Star-Game 2010

## Galerie

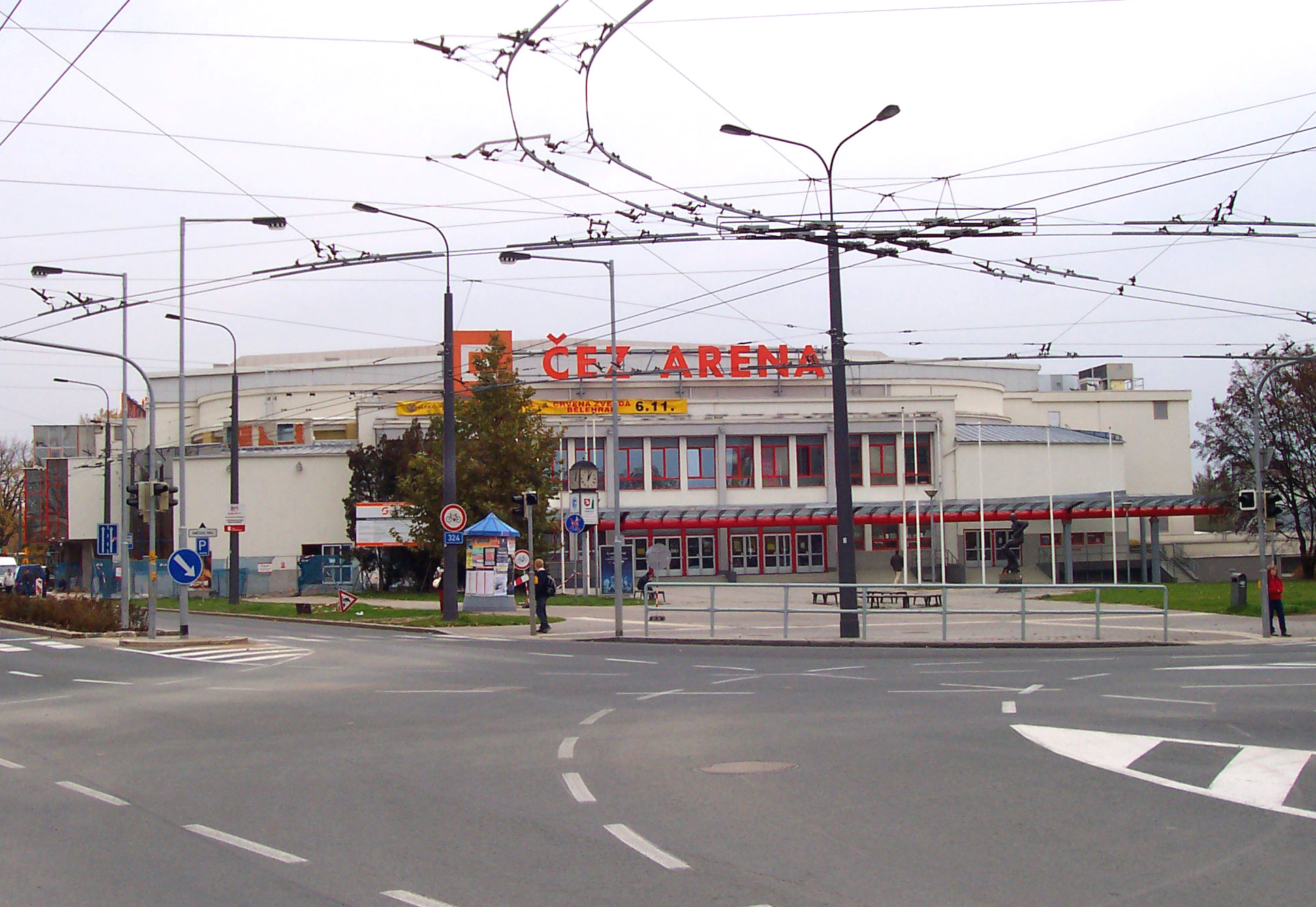